# Alsheim
Alsheim là một xã thuộc huyện Alzey-Worms, bang Rheinland-Pfalz, nước Đức. Xã Alsheim có diện tích 15,54 km². 